# Allium guicciardii
Allium guicciardii — вид трав'янистих рослин родини амарилісові (Amaryllidaceae), поширений у Греції та Румунії.

## Опис
Цибулина 10–18 × 8–12 мм. Стеблини вкриті листовими піхвами до 1/2 довжини. Листків 4–6. Суцвіття 50–70-квіткові. Листочки оцвітини неоднакові, жовтувато-зелені, еліптичні, довжиною 4–4.5 мм, зовнішні шириною 2.2–2.3 мм завширшки, внутрішні шириною 2–2.1 мм. Зав'язь від майже кулястої до зворотнояйцеподібної, зеленуватого кольору, зморшкувата вище, 1.5–2 × 1.8–2 мм. Коробочка майже куляста, 3.5–5 × 3.5–5 мм. 2n=16, 32.

## Поширення
Поширений у Центральній і Північній Греції, Румунії.